# Detlev Kittstein
Detlev Kittstein, född den 14 februari 1944 i Szprotawa, Polen, död 3 maj 1996 i Frankfurt am Main, Tyskland, var en västtysk landhockeyspelare.
Han tog OS-guld i herrarnas landhockeyturnering i samband med de olympiska sommarspelen 1972 i München.